# Andrzej Pająk
Andrzej Michał Pająk (ur. 26 września 1955 w Zawoi) – polski polityk, samorządowiec, nauczyciel, starosta suski, poseł na Sejm VI kadencji, senator VIII, IX, X i XI kadencji.

## Życiorys
Absolwent studiów magisterskich na Akademii Górniczo-Hutniczej w Krakowie. Pracował jako nauczyciel. W latach 1990–1998 pełnił funkcję wójta gminy Zawoja. Po wyborach samorządowych w 1998, w których uzyskał mandat radnego powiatu z listy Akcji Wyborczej Solidarność, powołany na urząd starosty suskiego. Reelekcję uzyskiwał po kolejnych wyborach z 2002, 2006 i 2010. Był także wybierany w skład rady powiatu z ramienia lokalnego komitetu wyborczego.
W wyborach parlamentarnych w 2001 bezskutecznie kandydował do Sejmu z list AWSP. W wyborach parlamentarnych w 2007 bez powodzenia z ramienia Platformy Obywatelskiej (jako osoba bezpartyjna) kandydował do Sejmu w okręgu chrzanowskim, otrzymując 7683 głosy. Mandat uzyskał pod koniec kadencji, 22 sierpnia 2011 w miejsce Janusza Chwieruta. Ślubował 29 sierpnia 2011, wstąpił do klubu parlamentarnego Prawa i Sprawiedliwości. Został także kandydatem tego ugrupowania do Senatu w wyborach w 2011, uzyskał mandat w okręgu wyborczym nr 30, otrzymując 92 779 głosów. W 2015 został ponownie wybrany na senatora (dostał 141 283 głosy). W 2019 i 2023 z powodzeniem ubiegał się o senacką reelekcję, otrzymując odpowiednio 179 338 głosów oraz 152 526 głosów.

## Życie prywatne
Syn Mieczysława i Stanisławy. Żonaty z Marią, ojciec ośmiorga dzieci (Moniki, Jacka, Marcina, Mateusza, Karoliny, Urszuli, Weroniki i Marty).

## Odznaczenia
Odznaczony m.in. Złotym Krzyżem Zasługi (2005).